# Sascha Berger
Sascha Berger (* 1976 in Saarbrücken) ist ein deutscher Musiker, der unter dem Namen Berger auftrat.

## Biographie
Berger ist der Sohn der Schlagersängerin Jutta Berger und des Schlagersängers Norbert Maria Berger (beide bekannt als Duo Cindy & Bert). Er lernte Gitarre zu spielen und gründete Mitte der 1990er Jahre mit einigen Freunden die Band Das Reimheitsgebot.
Im Jahr 1998 verließ er die Gruppe und brachte ein Jahr später sein Soloalbum In geheimer Mission heraus. Single und Album wurden kein Erfolg.
Im Jahr 2000 landete Berger mit dem Song Zeig mir dein Gesicht, dem Titelsong zur 2. Staffel der Reality-Show Big Brother, einen Hit. Der Song schaffte es bis auf Platz 2 der deutschen Singlecharts. Im Zuge dieses Erfolges veröffentlichte Berger erneut sein Debütalbum, ergänzt um den Song Zeig mir dein Gesicht.
2001 folgte dann noch das Album Gift, das erfolglos blieb, lediglich die Single Wenn Du mich nicht lieben kannst, dann hass mich wenigstens stieg kurz in die Top 100 der deutschen Singlecharts.
2013 schrieb und komponierte er Lieder für das Album  Mindestens haltbar bis.. seiner Mutter Jutta Berger.

## Diskografie
Alben
- 1999: In geheimer Mission
- 2001: Gift

Singles
- 1999: Heiligenschein
- 1999: Besser als das Letzte
- 2000: Zeig mir dein Gesicht
- 2001: Wenn Du mich nicht lieben kannst, dann hass mich wenigstens